# Tommy Roberts (Fußballspieler, 1927)
Thomas „Tommy“ Roberts (* 28. Juli 1927 in Liverpool; † Januar 2001 in Birkenhead) war ein englischer Fußballspieler.

## Karriere
Roberts kam im Dezember 1951 vom Amateurklub Skelmersdale United aus der Region Liverpool zu den Blackburn Rovers in die Football League Second Division. Auf der Linksverteidigerposition war bei Blackburn zu diesem Zeitpunkt der englische Nationalspieler Bill Eckersley gesetzt, für Roberts reichte es daher in drei Jahren nur zu sechs Pflichtspieleinsätzen. Im Dezember 1954 wechselte er in die Third Division North zum FC Watford, nachdem er als Gastspieler in einer Partie gegen den FC Liverpool überzeugt hatte. Er rückte nach seiner Verpflichtung umgehend in die Mannschaft, enttäuschte bei seinem ersten Einsatz aber derart, dass er bis zu seinem Abgang keine weitere Partie bestritt. Seine letzte Station im Profifußball war ab Februar 1956 Ligakonkurrent Chester, für den er bis Saisonende noch fünf Mal auflief.